# Marvão
Marvão is een plaats en gemeente in het Portugese district Portalegre. De gemeente ligt op een granieten klif in Natuurpark Serra de São Mamede, heeft een totale oppervlakte van 155 km² en telde 3512 inwoners in 2011. 
De naam Marvão is afgeleid van een Moorse, Muladi edelman uit de 9e eeuw, Ibn Marwan al-Yil'liqui. Deze gebruikte de vesting als uitvalsbasis om een onafhankelijke staat te stichten, die zich uitstrekte over grote delen van het huidige Portugal. Het kasteel en de omwallingen werden verder versterkt tijdens de regeringen van Sancho II (koning van Portugal 1209 - 1248) en van Dionysius (Dinis I, koning van Portugal 1261 - 1325). 
De gemeentelijke feestdag valt op 8 september. 

## Afbeeldingen

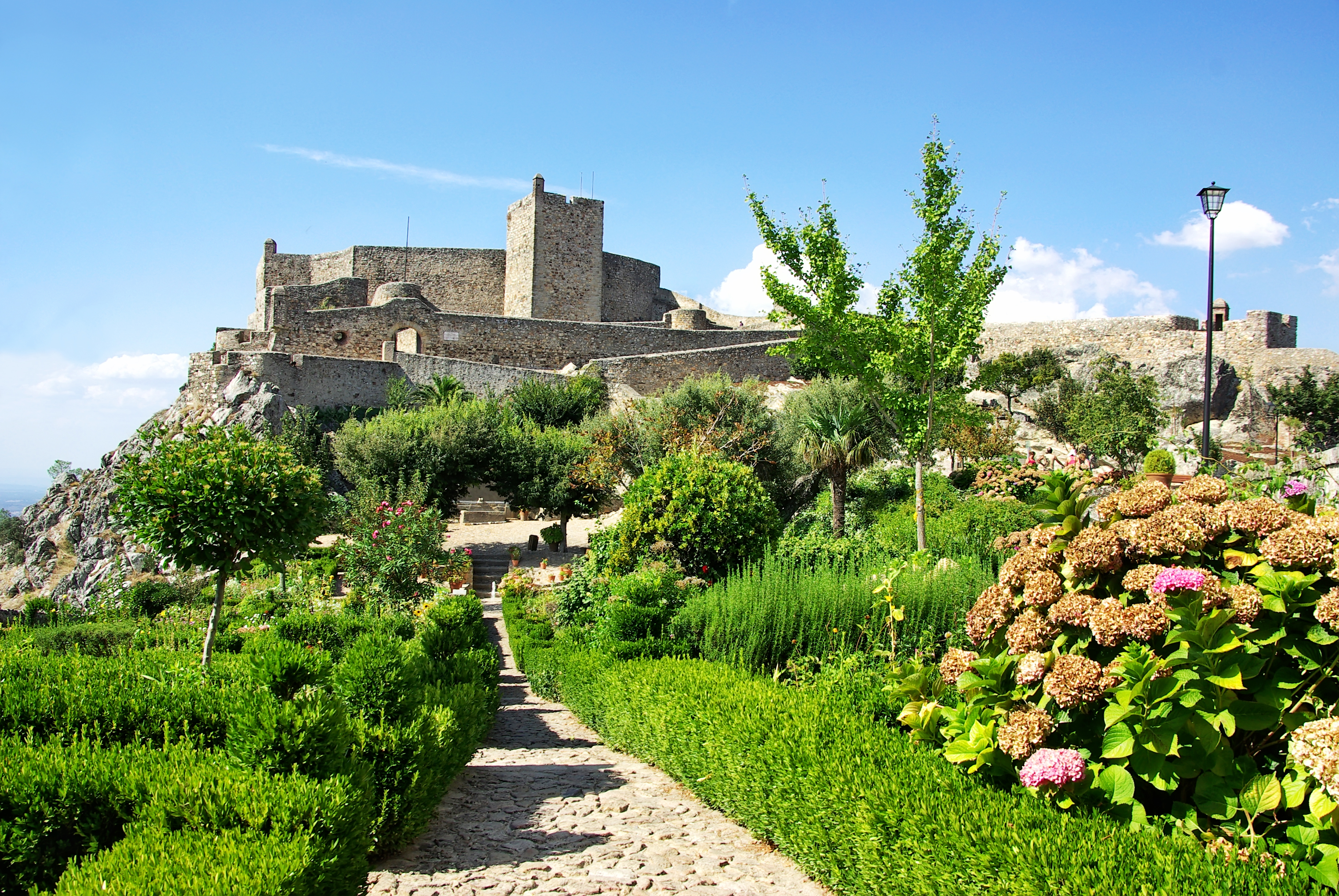
Kasteel van Marvão
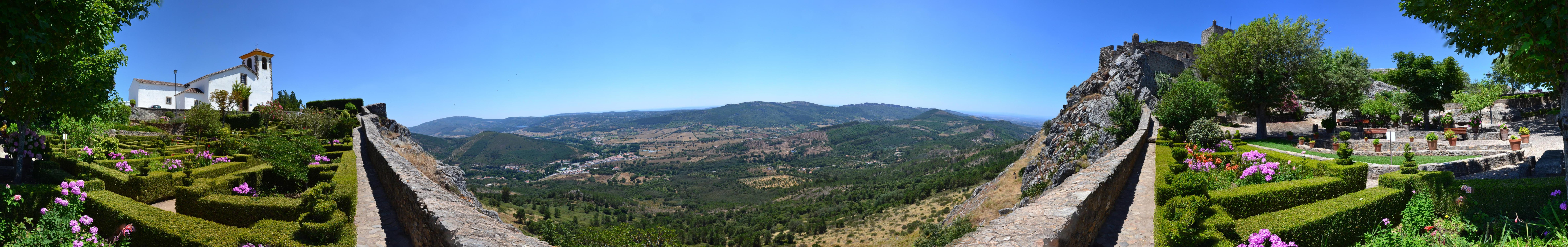
Landschap bij Marvão